# دست‌های بیکار
دست‌های بیکار (به انگلیسی: Idle Hands) فیلمی محصول سال ۱۹۹۹ و به کارگردانی رادمن فلندر است. در این فیلم بازیگرانی همچون دوون ساوا، ست گرین، الدن هنسون، جسیکا آلبا، ویویکا ای فاکس، جک نوثورتی، رابرت انگلوند، استیو ون ورمر، فرد ویلارد، کلی موناکو، شان والن، تیموتی استاک، آف‌اسپرینگ، دکستر هلند، میندی استرلینگ، جوی اسلوتنیک، تام دلونگ و کایل گاس ایفای نقش کرده‌اند.